# Inigo Jones
Inigo Jones, angleški arhitekt, * 15. julij 1573, London, † 21. junij 1652, London.
Inigo Jones je bil v zgodnjem modernem obdobju prvi pomemben angleški arhitekt (valižanskih prednikov), prvi ki je v svojih zgradbah uporabil vitruvijevska pravila sorazmernosti in simetrije.
Kot najpomembnejši arhitekt v Angliji je bil Jones prvi, ki je tukaj predstavil klasično arhitekturo Rima in italijansko renesanso. V Londonu je zapustil pečat z zasnovo stavb, kot je Queen's House, ki je prva stavba v Angliji, oblikovana v čistem klasičnem slogu, Banqueting House, Whitehall, kot tudi načrt za oblikovanje trga Covent Garden, ki je postal model za prihodnji razvoj West Enda. S svojim delom kot gledališki oblikovalec je poskrbel za več ducat mask, največkrat s kraljevskim obličjem in mnoge druge ter v sodelovanju z Ben Jonsonom pomembno prispeval k scenografiji.

## Zgodnje življenje in kariera
Poleg dejstva, da se je rodil v Smithfieldu v Londonu kot sin suknarja Iniga Jonesa starejšega in da je bil krščen v cerkvi sv. Jerneja Manjšega, je malo znanega o Jonesovih zgodnjih letih. Kasnejši valižanski viri trdijo, da je bila družina iz Walesa in celo, da se je Inigo prvotno imenoval Ynir ali Ynyr Jones. Toda noben zapis iz njegovega časa ne kaže na družinske vezi z Walesom.
Arhitekturnemu poklicu se ni približal na tradicionalen način, in sicer tako, da se je povzpel iz obrti ali z zgodnjo izpostavljenostjo uradu za dela, čeprav obstajajo dokazi, da je Christopher Wren pridobil podatke, ki kažejo, da je bil Jones mizarski vajenec na stolnivi sv. Pavla. Nekje pred letom 1603 ga je bogat mecen (verjetno grof Pembroke ali grof Rutland) poslal v Italijo, da bi študiral risanje, potem ko je bil navdušen nad kakovostjo njegovih skic. Iz Italije je odpotoval na Dansko, kjer je delal za Kristijana IV. pri načrtovanju palač Rosenborg in Frederiksborg.
Jones je najprej zaslovel kot oblikovalec kostumov in odrskih postavitev, še posebej potem, ko je na oder pripeljal »maske«. Pod pokroviteljstvom danske kraljice Ane (soproge kralja Jakoba I.) je zaslužen za uvedbo premičnih kulis in loka proskenija v angleško gledališče. Med letoma 1605 in 1640 je bil odgovoren za uprizoritev več kot 500 predstav, pri čemer je dolga leta sodeloval z Benom Jonsonom, kljub razmerju, ki je bilo prežeto s tekmovalnostjo in ljubosumjem: prepirala sta se, ali je v gledališču pomembnejša scenografija ali literatura. (Jonson je zasmehoval Jonesa v nizu svojih del, ki jih je pisal v obdobju dveh desetletij). Preživelo je več kot 450 risb za kulise in kostume, ki prikazujejo Jonesovo virtuoznost kot risarja in njegov razvoj med letoma 1605 in 1609 od prvotnega prikaza »brez znanja o renesančnem risanju« do razkazovanja »dovršene italijanske manire« in razumevanja italijanske scenografije, zlasti Alfonsa in Giulia Parigi. Ta razvoj nakazuje drugi obisk Italije, ok. 1606 pod vplivom veleposlanika Henryja Wottona. Jones se je naučil tekoče govoriti italijanščino in obstajajo dokazi, da je imel v lasti italijansko kopijo I quattro libri dell'architettura Andree Palladia z robovi, ki se nanašajo na Wottona. Na njegovo arhitekturno delo je še posebej vplival Palladio. V manjši meri se je držal tudi arhitekturnih načel starorimskega pisca Vitruvija.
Jonesov prvi zabeleženi arhitekturni načrt je za spomenik Frances, Lady Cotton, ki ga je naročil Rowland Cotton, ok. 1608–1611 v Norton-in-Halesu v Shropshiru, kjer je kazal zgodnje znake svojih klasičnih namenov. Julija 1606 je Jones naredil kulise za masko v Theobaldsu za grofa Salisburyja. V naslednjih letih je Jones izdelal risbe za novo borzo grofa Salisburyjevega na Strandu, kjer so se dela začela junija 1608, in osrednji stolp stolnice sv. Pavla, kar kaže na podobno praktično arhitekturno neizkušenost in nezrelo obravnavanje tem iz virov, kot so Palladio, Serlio in Sangallo. Leta 1609, potem ko je morda spremljal Salisburyjevega sina in dediča, vikonta Cranborna, po Franciji, se pojavi kot svetovalec za arhitekturo v Hatfield House, ko je projekt napredoval, in leta 1610 je bil Jones imenovan za geodeta princa Henrika. Za princa je zasnoval maski Pregrade in Oberonovo masko in je verjetno sodeloval pri nekaterih predelavah palače sv. Jakoba.
27. aprila 1613 je bil Jones imenovan za nadzornika kraljevih del in kmalu zatem se je odpravil na turnejo po Italiji z grofom Arundelskim, ki mu je bilo usojeno, da postane eden najpomembnejših mecenov v zgodovini angleške umetnosti. Na tem potovanju je bil Jones med drugim izpostavljen arhitekturi Rima, Padove, Firenc, Vicenze, Genove in Benetk. Njegove ohranjene skicirke kažejo njegovo preokupacijo z umetniki, kot sta Parmigianino in Schiavone. Znano je tudi, da je v tem času srečal Vincenza Scamozzija. Njegova komentirana kopija Palladijeve Quattro libri dell'architettura prav tako dokazuje njegovo veliko zanimanje za klasično arhitekturo: Jones je dal prednost rimski antiki, namesto da bi opazoval sodobno modo v Italiji. Bil je verjetno prvi domorodec, rojen, ki je iz prve roke preučeval te rimske ostanke in to je bilo ključno za novo arhitekturo, ki jo je Jones predstavil v Angliji in Walesu.

## Maske
Jones je delal kot producent in arhitekt za Masques od leta 1605 do 1640, vendar je njegovo najbolj znano delo na tem področju izšlo iz njegovega sodelovanja s pesnikom in dramatikom Benom Jonsonom. Po petnajstih letih skupnega dela sta razpravljala in se razhajala o svojem delu in o tem, kaj je najbolj sestavnega v maski. Medtem ko je Jonson trdil, da je najpomembnejši vidik maske pisana beseda, ki jo občinstvo sliši, je Jones trdil, da je vizualni spektakel najpomembnejši vidik in da je pomembnejše tisto, kar občinstvo vidi. Jones je tudi menil, da ima arhitekt ravno toliko ustvarjalne svobode in pravice kot pisatelj ali pesnik maske. V obrambo tega je Jones izjavil, da so maske »nič drugega kot slike s svetlobo in gibanjem«, s čimer je malo opazil izrečene besede.
Jonesovo delo na maskah z Jonsonom velja za enega prvih primerov scenografije, predstavljene v gledališču. V njegovih maskah so bile uporabljene zavese, ki so bile postavljene med oder in občinstvo in da so bile odprte, da bi predstavili prizor. Jones je bil znan tudi po uporabi odra in gledališkega prostora v celoti, pri čemer je svoje igralce postavljal v različne dele gledališča, na primer pod oder ali dvignil na višjo ploščad. Jonesova postavitev na odru je vključevala tudi različne uporabe svetlobe, eksperimentiranje z barvnimi stekli, zasloni in naoljenim papirjem, da bi ustvaril mehkejši vir svetlobe na odru.
Jones je znan tudi po tem, da je angleškemu občinstvu predstavil premikajočo se kuliso skozi tako imenovano machina versatilis, ki pomaga ustvariti gibanje med stabilnim prizorom brez kakršnih koli opaznih odrskih delavcev in ustvariti predstavitev eteričnega.
Ti elementi odrskega oblikovanja in gledališke produkcije bodo kasneje imeli vpliv zunaj angleškega dvora, saj bodo tisti, ki delajo na javnih odrih, prevzeli te ideje in jih uporabili na zgodnjem modernem odru in za njegovo širšo publiko.

## Arhitektura
Septembra 1615 je bil Jones imenovan za glavnega geodeta kraljevih del, kar je pomenilo resen začetek Jonesove kariere. Na srečo sta tako Jakob I. kot Karel I. izdatno trošila za svoje stavbe, kar je bilo v velikem nasprotju z varčnim dvorom Elizabete I. Kot kraljev geodet je Jones zgradil nekaj svojih ključnih stavb v Londonu. Leta 1616 so se začela dela na kraljičini hiši v Greenwichu za ženo Jakoba I., Ano. S položenimi temelji in zgrajenim prvim nadstropjem so se dela nenadoma ustavila, ko je leta 1619 Ana umrla. Jones je predložil načrt za kraljičin pogrebni voz ali katafalk, vendar ni bil izveden. Delo v Greenwichu se je nadaljevalo leta 1629, tokrat za kraljico Karla I., Henrieto Marijo. Končana je bila leta 1635 kot prva strogo klasična stavba v Angliji, ki je uporabljala ideje, ki jih najdemo v arhitekturi Palladia in starega Rima. To je Jonesovo najzgodnejše ohranjeno delo.
Med letoma 1619 in 1622 je bila zgrajena banketna hiša v palači Whitehall, zasnova, ki izhaja iz stavb Scamozzija in Palladia, ki ji je bil nekaj let pozneje dodan strop, ki ga je poslikal Peter Paul Rubens. Palača Whitehall je bila eden izmed številnih projektov, kjer je Jones delal s svojim osebnim asistentom in poročenim nečakom Johnom Webbom.
Kraljičina kapela, palača sv. Jakoba, je bila zgrajena med letoma 1623 in 1627 za rimskokatoliško ženo Karla I., Henrieto Marijo Francosko. Deli zasnove izvirajo iz Panteona starega Rima in Jones je očitno nameraval cerkev spominjati na rimski tempelj. Te stavbe kažejo realizacijo zrelega arhitekta z samozavestnim razumevanjem klasičnih načel in intelektualnim razumevanjem, kako jih izvajati.
Drugi projekt, pri katerem je Jones sodeloval, je zasnova trga Covent Garden. Grof Bedfordski mu je naročil gradnjo stanovanjskega trga, ki ga je naredil po vzoru italijanskega trga v Livornu. Je prvi redno načrtovan trg v Londonu. Grof se je čutil dolžnega zagotoviti cerkev in Jonesa je opozoril, da želi varčevati. Rekel mu je, naj preprosto postavi »skedenj« in Jonesov pogosto citiran odgovor je bil, da bo imelo njegovo gospostvo »najboljši skedenj v Evropi«. Pri zasnovi cerkve svetega Pavla se je Jones zvesto držal Vitruvijevega načrta za toskanski tempelj in to je bila prva v celoti in pristno klasična cerkev, zgrajena v Angliji. Notranjost sv. Pavla, Covent Garden je leta 1795 uničil požar, a navzven je ostal tak, kot ga je zasnoval Jones, in dominira na zahodni strani trga.
Jones je zasnoval tudi trg Lincoln's Inn Fields in hišo na trgu, Lindsey House, zgrajeno leta 1640, pogosto pripisujejo Jonesu. Njegova zasnova rustikalnega pritličja z ogromnimi pilastri zgoraj, ki podpirajo entablaturo in balustrado, je služila kot model za druge meščanske hiše v Londonu, kot so terase Regent's Park Johna Nasha, pa tudi v drugih angleških in valižanskih mestih, kot je v Bathu, Royal Crescent.
Drugi velik projekt, ki se ga je Jones lotil, je bilo popravilo in preoblikovanje stolnice sv. Pavla. Med letoma 1634 in 1642 se je Jones boril z dotrajano gotiko starega sv. Pavla, ga obložil s klasičnim zidanjem in popolnoma preoblikoval zahodno pročelje. Jones je združil velikanske zvitke iz cerkve Gesù v Vignoli in della Porta z velikanskim korintskim portikom, največjim te vrste severno od Alp, vendar je bil uničen v velikem londonskem požaru leta 1666. Tudi približno v tem času, okrog leta 1638, je Jones zasnoval risbe, s katerimi je popolnoma preoblikoval palačo Whitehall, vendar so izvedbo teh načrtov onemogočile finančne in politične težave Karla I.
Več kot 1000 stavb je bilo pripisanih Jonesu, vendar je le zelo majhno število teh zagotovo njegovo delo. Po besedah arhitekturnega zgodovinarja Johna Summersona sodobni koncept arhitektove umetniške odgovornosti za stavbo takrat še ni obstajal in Jonesova vloga je v mnogih primerih morda vloga javnega uslužbenca pri izvajanju stvari in ne arhitekta. Jonesov prispevek k stavbi so lahko tudi preprosto ustna navodila zidarju in zagotavljanje italijanske gravure ali dveh kot vodilo ali popravljanje osnutkov. V 1630-ih je bilo po Jonsu veliko povpraševanje in kot kraljevemu geodetu so bile njegove storitve na voljo le zelo omejenemu krogu ljudi, zato so bili projekti pogosto naročeni drugim članom delavnice. Park Stoke Bruerne v Northamptonshiru je med letoma 1629 in 1635 zgradil sir Francis Crane, ob pomoči Iniga Jonesa. Jones naj bi sodeloval tudi pri drugi podeželski hiši, tokrat v Wiltshiru. Hiša Wilton je bila prenovljena od približno leta 1630 naprej, včasih je na njej delal Jones, nato pa jo je prevzel Isaac de Caus, ko je bil Jones preveč zaposlen s kraljevimi strankami. Leta 1646 se je vrnil s svojim študentom Johnom Webbom, da bi poskusil dokončati projekt.  Sodobna enakovredna arhitekta sta bila sir Balthazar Gerbier in Nicholas Stone.
Eno izmed Jonesovih oblikovalskih del je bila soba z dvojno kocko, ki je bila tudi temeljni kamen njegovega statusa očeta britanske arhitekture. Jones, kot pionir v svojem obdobju, je imel v njihovem času močan vpliv. Njegove revolucionarne ideje so vplivale celo zunaj dvornega kroga in danes mnogi učenjaki verjamejo, da je tudi začel zlato dobo britanske arhitekture.

## Politično in državljansko življenje
16. februarja 1621 je bil Jones na nadomestnih volitvah zaradi izključitve obstoječega člana sira Johna Leedesa izvoljen za poslanca v angleškem parlamentu za New Shoreham v zahodnem Sussexu, okrožju, ki ga je nadziral grof Arundel in je sedel do razpustitve tega parlamenta februarja 1622. Imenovan je bil v odbor za izboljšanje razsvetljave in povečanje števila sedežev v zbornici spodnjega doma, zaradi česar je bila med poletnimi počitnicami v kapeli sv. Štefana postavljena nova galerija, odgovoren pa je bil tudi za postavitev novega stropa v zbornici lordske zbornice leta 1623. Deloval je tudi kot mirovni sodnik za grofijo Middlesex in okrožje Westminster od leta 1630 do vsaj leta 1640. Leta 1623 je postal svobodnjak okrožja Southampton, leta 1633 pa mu je Karel I. ponudil viteški naslov, vendar ga je zavrnil.

## Kasnejše življenje
Jonesova kariera s polnim delovnim časom se je dejansko končala z izbruhom angleške državljanske vojne leta 1642 in zasegom kraljevih hiš leta 1643. Jones je bil ujet med tretjim obleganjem Basing Housea oktobra 1645. Na žalost je Cromwellova vojska uničila velik dvorec v notranjosti, ki je bil eno zadnjih velikih utrdb Cavaliers, in celo obzidje je bilo razbito na veliko kosov. Njegovo premoženje mu je bilo pozneje vrnjeno (ok. 1646), vendar je Jones končal svoje dni, neporočen, živeč v Somerset House. Je pa tesno sodeloval pri načrtovanju hiše Coleshill v Berkshiru za družino Pratt, ki jo je obiskal z mladim vajencem arhitektom Rogerjem Prattom, da bi uredil novo lokacijo za predlagani dvorec. Umrl je 21. junija 1652 in bil pokopan s starši v St Benet Paul's Wharf, valižanski cerkvi londonskega Cityja. John Denham in nato Christopher Wren sta mu sledila kot kraljeva nadzornika del. Njemu posvečen spomenik v cerkvi, ki prikazuje stolnico sv. Pavla in druge stavbe, je bil uničen v velikem požaru leta 1666.

## Zapuščina
Jones je vplival na številne arhitekte 18. stoletja, zlasti na lorda Burlingtona in Williama Kenta. V Charltonu, jugovzhodnem Londonu (SE7), blizu hiše Charlton, je cesta Inigo Jones Road, katere nekatere značilnosti naj bi zasnoval on.
Most v Llanrwstu v Severnem Walesu, zgrajen leta 1636 in imenovan »Pont Fawr«, je lokalno znan tudi kot »Pont Inigo Jones« – most Iniga Jonesa. Prav tako naj bi bil odgovoren za masonski »Rokopis Iniga Jonesa« iz okoli leta 1607, dokument starih obtožb prostozidarstva.